# Прері-Сіті (Південна Дакота)
Прері-Сіті (англ. Prairie City) — переписна місцевість (CDP) в США, в окрузі Перкінс штату Південна Дакота. Населення — 25 осіб (2020).

## Географія
Прері-Сіті розташоване за координатами 45°32′10″ пн. ш. 102°49′2″ зх. д. / 45.53611° пн. ш. 102.81722° зх. д. (45.536140, -102.817167).  За даними Бюро перепису населення США в 2010 році переписна місцевість мала площу 3,81 км², з яких 3,67 км² — суходіл та 0,14 км² — водойми.

## Демографія
Згідно з переписом 2010 року, у переписній місцевості мешкали 23 особи в 9 домогосподарствах у складі 4 родин. Густота населення становила 6 осіб/км².  Було 14 помешкання (4/км²).
Расовий склад населення:
| - 100,0 % — білих |

До двох чи більше рас належало 0,0 %. Частка іспаномовних становила 0,0 % від усіх жителів.
За віковим діапазоном населення розподілялося таким чином: 39,1 % — особи молодші 18 років, 52,2 % — особи у віці 18—64 років, 8,7 % — особи у віці 65 років та старші. Медіана віку мешканця становила 43,5 року. На 100 осіб жіночої статі у переписній місцевості припадало 76,9 чоловіків;  на 100 жінок у віці від 18 років та старших — 75,0 чоловіків також старших 18 років.
Цивільне працевлаштоване населення становило 1 особа. Основні галузі зайнятості: освіта, охорона здоров'я та соціальна допомога — 100,0 %.